# Poullignac
 Poullignac  là một xã thuộc tỉnh Charente trong vùng Nouvelle-Aquitaine tây nam nước Pháp. Xã này có độ cao trung bình 80 mét trên mực nước biển. Nhà thờ kiến trúc Romanesque Saint-Martin, xây cuối thế kỷ 11 và đầu thế kỷ 12.